# 王莽改制
王莽改制是指新朝時王莽以儒家的政治理念托古改制，推行的一系列的社會改革。
王莽仿照《周禮》的制度推行新政，屢次改變幣制、更改官制與官名、以王田制為名恢復井田制，把煮鹽、冶鐵、釀酒、幣制及山林川澤收歸國有，耕地重新分配，又廢止奴隶制，建立五均賒貸（贷款制度）、六筦政策，以公權力平衡物價，防止商人剝削，增加國庫收入。刑罰、禮儀及田宅車服等儀式不停回復到西周時代的周禮模式。
由於政策多迂通不合實情處，百姓未蒙其利，先受其害；而且朝廷朝令夕改，使到百姓官吏不知所從，不斷引起各貴族和平民的不滿。天鳳四年（17年），全國發生蝗災、旱災，饑荒四起，各地農民紛起，形成赤眉及綠林大規模的反抗，導致新朝只建立了十五年便告滅亡。

## 背景
西漢自漢宣帝去世後，其政治與社會結構變動劇烈，使西漢走向滅亡。其原因主要有以下四點：
1. 元、成、哀、平等幾位皇帝或怠於政事、或軟弱無能，政權先後由宦官石顯與外戚（擔任大司馬或大將軍）王氏、傅氏等集團掌控。
2. 地方豪強與商賈再度興起，控制地方吏治與經濟，並且與中央官員密切結合。他們一方面壟斷富利，一方面兼併大量土地，以致大量百姓轉為佃農、流民或奴婢。
3. 儒家集團的政治力量超過崇尚務實的法家，最終獨佔朝政，而法家勢力衰退瓦解。最後是儒家提倡改制運動，他們加入陰陽家的五行學說，推演天變災異的現象，形成讖緯學說。並且認為王朝德衰，應該禪國讓位。
4. 漢帝孤立無援，地方劉姓諸侯國削弱，中央功臣列侯耗盡，又無能臣幹將扭轉局勢，其政權最終被外戚王莽奪取。

漢成帝繼位後，怠忽政事，喜好女色，最後死在「溫柔鄉」中。在漢成帝怠忽職守期間，國事由皇太后王政君的哥哥大司馬王鳳管理，他們開啟王氏集團執政的開端。王鳳的能力頗強，執政後廣收人才，儒法兩家人才與之合流，一致擁戴聽命，而王家兄弟分別位居要津，奠定王家不可動搖的政治勢力。西漢陽朔三年（前22年）王鳳去世，其兄弟如王音、王商、王根先後以大司馬一職掌握朝政。形成「王鳳專權，五侯當朝」的局面。此時王家因長期安逸而浮華奢持，但王鳳之侄王莽節儉樸實，酷好儒術，禮賢下士，漸得王鳳與皇太后王政君的重視，於西漢永始元年（前16年）受封為新都侯，並於西漢綏和元年（前8年）擔任大司馬一職。
然而隔年漢成帝去世，其侄劉欣繼位，即漢哀帝。漢哀帝祖母傅太皇太后擅權謀且強勢，其與丁太后、外戚傅喜、丁明把持朝政。傅太皇太后與王莽不合，王莽退位而隱居新野，王氏外戚衰退。漢哀帝本身幼體弱多病，政事又被傅太皇太后把持，所以轉而寵幸董賢（同性戀）。漢哀帝還封董賢為大司馬，並想讓帝位。這些都激起普遍反感，當時地方百姓備受地方豪強、地主欺壓，國家已是一片末世之象，民間「再受命」說法四起。此時王氏勢力尚在，王莽本人更受儒生懷念與人民的擁戴。西漢元壽二年（前1年）汉哀帝去世，王莽奉王太皇太后王政君之命，重返朝廷擔任大司馬。
返回政局的王莽積極推行篡位之路，他擁立年僅九歲的汉平帝作傀儡，並且陸續受封安漢公、宰衡等崇高之職。他以王舜、王邑為心腹，甄豐、甄邯、孫建為將領，平晏與劉歆為參謀。打擊何武、公孫祿等反對他的大臣與傅、丁、衛（漢平帝母家）等外戚勢力。王莽又積極施行善政，攏絡人民。民間有災害即捐錢賑災，擴充太學以徵求各地人才，甚至操弄讖緯、杜撰古史以獲取禪位的合法性。到了西漢元始五年（5年），朝中一片都是王莽勢力，王莽受封「九錫」，汉平帝十分不滿。同年，汉平帝猝死，王莽迎立宗室刘婴即位，即孺子嬰。最後藉由眾大臣以讖緯之事推舉，王莽得以對內稱「假皇帝」，對外稱「攝皇帝」。新始建國元年（9年）王莽建國「新」，即新朝，西漢滅亡。
王莽是儒家學派巨子，且以新聖自居，所以積極改制西漢末年亂象，意圖回復到儒家歌頌的夏商周三代盛世。改制的內容上從典章制度、法律與教育，下到人民習俗、經濟制度等，十分全面。

## 改制內容

### 官制改革
王莽推動的官制改革包括三部分：其一是廢王號，恢復五等爵位；其二改中央官名，分置四輔、三公、九卿、六監；其三是改地名及地方官名。
西漢居攝三年（8年），「攝皇帝」王莽奏請太皇太后（莽姑母王政君）實行五等爵制，恢復公、侯、伯、子、男等爵位。始建國元年（9年），王莽以古稱「天無二日，土無二王」為由，認為漢之諸侯及四夷稱王有違古制，規定諸侯為王者改稱為公，四夷僭號稱王者改稱為侯。始建國四年（12年），王莽蒞明堂，大封諸侯。他規定諸侯之員額為一千八百。公一國有衆萬戶，土方百里；侯、伯一國有衆五千戶，土方七十里；子、男一則有衆二千五百戶，土方五十里。已受封地者計有公十四人，侯九十三人，伯二十一人，子百七十一人，男四百九十七人，共七百九十六人。
始建國元年（9年）正月朔，王莽封以王舜為太師，封安新公；平晏為太傅，就新公；劉歆為國師，嘉新公；哀章為國將，美新公：是為「四輔」，位居上公。又以甄邯為大司馬，承新公；王尋為大司徒，章新公；王邑為大司空，隆新公：是為「三公」。又以甄豐為更始將軍，廣新公；王興為衛將軍，奉新公；孫建為立國將軍，成新公；王盛為前將軍，崇新公：是為「四將」。共十一公。新置大司馬司允，大司徒司直，大司空司若，位皆孤卿。更名大司農為羲和，後更名為納言，大理為作士，太常為秩宗，大鴻臚為典樂，少府為共工，水衡都尉為予虞，與三孤卿共稱「九卿」，分屬於三公。每一卿置大夫三人，每一大夫置元士三人，共二十七大夫，八十一元士，分主中央各官署。又更名光祿勳為司中，太僕為太御，衛尉為太衛，執金吾為奮武，中尉為軍正，另新置大贅官，掌乘輿服御物，後又掌兵秩，位皆上卿，號為「六監」。
改郡太守為大尹，都尉為太尉，縣令長為宰，御史為執法，公車司馬為王路四門。又更名長樂宮為常樂室，未央宮為壽成室，前殿為王路堂，長安曰常安。
天鳳元年（14年）四月，分西都常安城旁為「六鄉」，置帥各一人。分常安臨近的三輔地區為「六尉郡」，即京尉郡（渭城、安陵以西，北至栒邑、義渠十縣）、師尉郡（高陵以北十縣）、翊尉郡（新豐以東，至湖十縣）、光尉郡（霸陵、杜陵，東至藍田，西至武功、郁夷十縣）、扶尉郡（茂陵、槐里以西，至汧十縣）及列尉郡（長陵、池陽以北，至雲陽、祋祤十縣）；另分東都為「六州」；分臨近地區為「六隊郡」，即河東、河內、弘農、河南、潁川及南陽。六尉郡、六隊郡皆置大夫，其職如太守；屬正，職如都尉。

### 土地制度與奴婢制度改革
西漢末年的貧富不均非常嚴重。「富者田連阡陌，貧者無立錐之地。」沒有土地的農民為豪民耕作，收穫十取其五。故貧民常衣牛馬之衣，食犬豬之食。所以官方賦稅雖輕，一般農民的生活卻很苦。
始建国元年（9年）四月，王莽決定參照古代井田制，將天下田改稱“王田”，禁止買賣。男丁未滿八人，而田超過一井者，分餘田給九族鄰里鄉黨。原本無田或田地不足者，由官方分配。同時，他還下令改奴婢為「私屬」，禁止買賣。

### 经濟制度改革
始建国二年（10年），初設「六筦」之令，對酒、鹽、鐵、鑄錢、名山大澤、五均賒貸等六類與民生物資或經濟活動進行管制。其中酒、鹽、鐵、鑄錢、名山大澤在西漢武帝時代即已管制，五均是武帝平準事業的擴大，而官方貸現金給百姓，則是王莽的獨創。
五均是絲、綿、布、帛、五穀等五種民生必需品的價格管制。王莽在長安及五都設立五均官，更名長安東、西市令及洛陽、邯鄲、臨菑、宛、成都市長為「五均同市師」。長安東市稱京、西市稱畿，洛陽稱中，餘四都各用東、西、南、北為稱，皆置交易丞五人，錢府丞一人。
賒貸事業，西漢已有。官家常貸給百姓種子、糧食、牛隻等，而且常免其還債；然而貸現金給百姓，只有民間才有；私人錢莊往往放高利貸以剝削有急需的百姓。王莽推動的「貸現金予百姓」政策，凡因祭祀、葬喪而貸者，不計利息；因作生意而貸者，扣除本錢，僅以淨利的十分之一計息，相較於當時通行的二成利息，實優厚許多。

### 币制改革
王莽自西漢末年起，先後進行四次幣制改革。第一次改革始於西漢居摄二年（7年）新发行大泉五十、契刀五百、一刀平五千三种货币，与五铢共同流通。与此同时颁布禁挾黃金令。 
第二次改革為新朝始建国元年（9年）发行小泉直一，与大泉五十共同流通，禁五铢。王莽采取派谏大夫五十人分赴郡国铸钱的方式，以图使新货币占领市场，更好地取代五铢。但五铢未能禁绝，人民对新货币接受程度不高。
第三次改革在始建国二年（10年），是币制改革中引起争议最大的一次，推出五物（金、银、龟、贝、铜）六名（钱货、金货、银货、龟货、贝货、布货）二十八品的复杂货币系统。因为造成市场混乱，反对声浪巨大，这次改革坚持五年便停止。
第四次改革开始于天鳳元年（14年），铸造货泉与货布，在“復申下金銀龜貝之貨，頗增減其賈直”的情况下，又废除小钱，并在6年后彻底废除大钱。这最后一次改革直接影响到东汉初年的币制，货泉与货布在东汉初年仍在铸造。

### 其它

#### 宗廟陵園與祭祀
新朝建立后，始建國元年（9年），王莽依五等爵封古帝王與先賢後裔及王氏親族，並且派遣騎都尉嚻等分別營建黃帝園位於上都橋畤，虞帝園於零陵九疑，胡王園於淮陽陳，敬王園於齊臨淄，愍王園於城陽莒，伯王（莽高祖）園於濟南東平陵，孺王（莽曾祖）園於魏郡元城，令使者四時致祭。
同時，王莽對原漢朝祖宗園寢廟也加以保護。師法堯的祖廟名而稱漢高廟（漢高帝廟）為「文祖廟」，連同孝文皇帝、孝武皇帝、孝宣皇帝、孝元皇帝 、孝成皇帝、孝平皇帝等帝廟共七廟均親自參拜，並令勿侵擾諸劉氏宗親。
始建國二年（10年）十一月，立國將軍孫建鑒于原漢朝劉氏在各地作亂，建議漢高皇帝為新朝賓客，理該享食明堂。成帝是王莽的姑表兄弟，平帝是女壻，皆不宜入廟。元帝與當今皇太后（莽姑王政君）可視為一體，禮應入廟。並奏請漢室諸廟在京師者皆廢；諸劉為諸侯者，以封戶多少編入五等爵位；其為吏者皆罷官。王莽同意，並指示嘉新公劉歆、明德侯劉龔、率禮侯劉嘉等三十二人順從天命，諸劉與此三十二人同宗共祖者不用罷官，並賜姓王。唯劉歆以女配莽子，故不賜姓。並改定安太后（莽長女）稱號為「黃皇室主」，令其與漢室關係斷絕。在常安的漢祖宗諸廟自此廢。
始建国五年（13年）二月，文母皇太后（王政君）崩，葬於渭陵，與元帝同陵而異穴。立廟於長安，新朝世世獻祭，並刻意貶低元帝在廟中的位階。莽為太后服喪三年。
地皇元年（20年），一些術士皆言有利於營造，王莽又見四方盜賊多，想要建立萬世久安的基業，於是下詔書指示營建宗廟於長安城南，地廣百頃。九月甲申，莽立於車駕上而行視，親自舉杵搗三下。司徒王尋、大司空王邑持節，侍中杜林等數十人掌將作監。莽博徵天下工匠師傅，以計算營造尺度；各地官吏百姓義務贊助錢穀協助者，駱驛不絕於道路。拆毀城西上林苑內的建章、承光、包陽、大臺、儲元諸宮，以及平樂、當路、陽禄諸館，取其材瓦，以建九廟。當月，大雨六十餘日。下令眾民獻米六百斛可為「郎」，郎吏增俸賜爵至「附城」。九廟分別是黃帝太初祖廟、帝虞始祖昭廟、陳胡王統祖穆廟、齊敬王世祖昭廟、濟北愍王王祖穆廟、濟南伯王（莽高祖遂）尊禰昭廟、元城孺王（莽曾祖賀）尊禰穆廟、陽平頃王（莽祖禁）戚禰昭廟、新都顯王（莽父曼）戚禰穆廟。各殿皆有兩層。太初祖廟東西、南北各四十丈，高十七丈，其餘各廟尺寸減半。使用銅箔覆蓋斗拱，並飾以金銀雕刻的紋路，窮極百工之巧。各廟建於高地，其旁低下處則補強，粍費數百萬錢，差役死亡達萬數人。
地皇二年（21年）正月，莽妻死，謚孝睦皇后，葬渭陵長壽園西，令永侍王政君，陵墓稱為億年陵。閏月丙辰，大赦天下，原本因莽妻亡的全國性大服喪及親人亡的私人服喪皆免除。
地皇三年（22年）正月，九廟蓋成，納神主牌。莽謁見，乗六馬大駕，皆飾以五彩毛製成的龍紋衣，並著三尺長角。華蓋車及大軍在前。賜建廟之司徒、大司空各千萬錢，侍中、中常侍以下皆有封賞。厚封大匠仇延為附城。

#### 学术教育與举士
西漢元始四年（4年），王莽奏起明堂、辟雍、靈臺，為學者築舍萬區。他还奏立樂經，并增加博士員额，每經各设博士五人。徵天下通六藝之一敎授十一人以上；有通晓《逸禮》、《古書》、《毛詩》、《周官》、《爾雅》、天文、圖讖、鍾律、月令、兵法、《史籀篇》大篆文字之意者，皆以公家馬車載送。一时间，“天下異能之士”上千人获得征召。
明堂建立后，元始五年（5年）正月，大祭明堂，徵諸侯王二十八人、列侯一百二十人、宗室子九百餘人為助祭。祭禮完畢，封汉宣帝曾孫刘信等三十六人為列侯，餘皆賜爵，金帛之賞各有數。同年，劉歆、陳崇等十二人均以“治明堂，宣敎化”，封為列侯。
天鳳三年（16年）陰曆七月戊子有日食，大赦天下。又令公卿大夫諸侯二千石依「光祿四行」各推舉一人。大司馬陳茂以日食免職，武建伯嚴尤繼任為大司馬。十月戊辰，在通往朝廷路上的朱鳥門鳴叫，晝夜不絕，崔發等以「虞帝闢四門，通四聦」之典故奏請招四方之士。王莽於是令羣臣道賀，所舉四行從朱鳥門進入以討論政事與經義。

#### 音乐與儀仗
西漢居摄三年（8年），平帝駕崩屆滿三年，王莽代下詔書指示：停止奏樂之事止于季冬。來年正月郊祀之際即當演奏八音，屆時王公卿士與所管儒生應當用心陳述音樂的要義。
天鳳四年（17年）八月，王莽親自前往南郊，令人以五色藥石及銅鑄造威斗。其形狀若北斗，長二尺五寸，準備用來鎮壓衆兵。旣成，令司命背負，王莽外出則置於前方，入室則置於座位旁邊。鑄斗之日，天氣寒冷，百官人馬有凍死者。
天鳳六年（19年）初獻新樂於明堂、太廟。羣臣戴上鹿皮帽。有人聽到音樂聲，認為「清厲而哀」，不是興國之聲。
地皇二年（21年），有人說黃帝時建華蓋以登仙，莽乃令人造九重華蓋，高八丈一尺，裝飾華麗，架於機關四輪車上，以六馬駝運，力士三百人著黃衣及頭巾，車上人擊鼓，拉引者皆高呼「登僊」（登仙）。莽出門時，令其行於前方。百官皆竊言「此似喪車，而非仙物。」

#### 度量衡與曆法

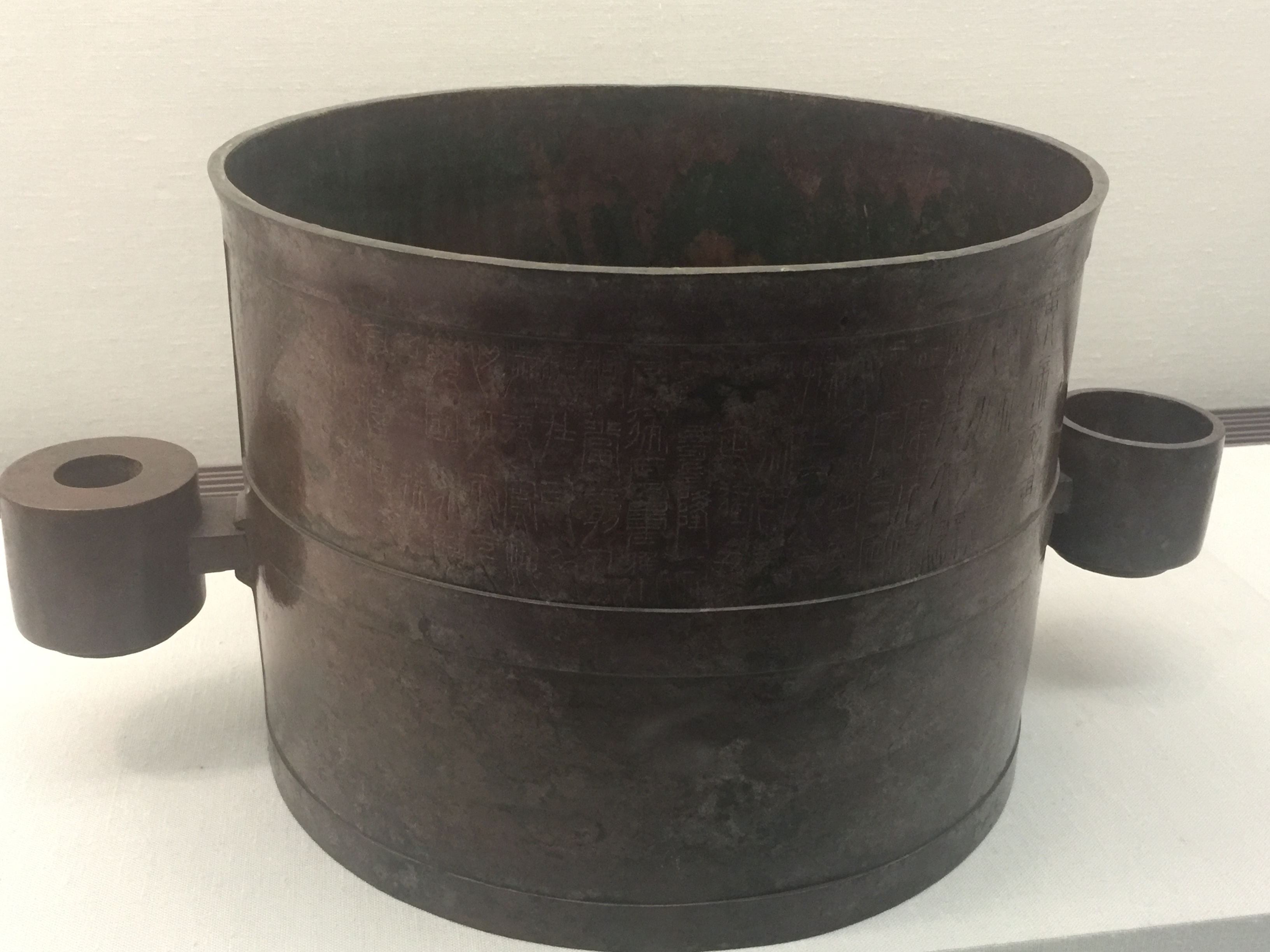
製作於始建國元年（9年）的新莽〈嘉量〉，國立故宮博物院藏。

西漢居摄三年（8年），王莽奏请太后（王政君），称得“銅符帛圖”，并借此“請共事神祇宗廟，奏言太皇太后、孝平皇后，皆稱假皇帝。”该奏中请以居攝三年為初始元年，並將計時用的銅壼漏刻由漢制每日一百度改為一百二十度，均獲得同意。
始建國元年（9年）做新嘉量以統一容積。
天鳳元年（14年），令天下小學將戊子日替代甲子日作為六十日之首。冠禮以戊子日作為吉日，婚禮以戊寅日開始的十天作為忌日。結果百姓多不順從。”
天鳳六年（19年）春，王莽見盜賊多，乃令太史推算三萬六千年的曆法，每六年更改年號一次，頒布天下；又將寧始將軍改回更始將軍的舊稱號。企圖以符命欺騙迷惑百姓，銷解盜賊。衆人皆嘲笑他。隔年改元「地皇」，即遵從此一規定。

#### 律令
西漢元始五年（5年），王莽奏請建立市無二賈、官無獄訟、邑無盜賊、野無飢民、道不拾遺、男女異路之制度，犯者處以象刑（穿著異色服裝以作羞辱）。该年稍后又增法五十條，犯者流放至西海。遭流放者以千萬計，人民開始抱怨。
地皇元年（20年）正月乙未，大赦天下。王莽下令軍隊出兵行軍時，若有敢奔跑喧嘩而犯法者，立即處以斬首之刑，而不須等待到秋、冬行刑季節；並規定實施到年底為止。於是春、夏之際在都市裡斬人，百姓震驚恐懼，在道路以目示意而不敢言談。
地皇二年（21年），人民違犯鑄錢禁令，同伍的鄰居都要連坐，押入官府作為奴婢。男子坐在囚車，兒童與婦女步行，以鐵鎖拴著頸部，傳送至掌管鑄錢的鍾官，人數多達十萬。到達者重新分配夫婦，愁苦而死者十之六七。

#### 行政区划
西漢元始五年（5年），受羌人首领良願等所獻地為西海郡。同年，王莽奏请将原设的十三州依據古籍《堯典》所載改为十二州，州名亦採古名。
始建國三年（11年），“是時諸將在邊，須大衆集，吏士放縱，而內郡愁於徵發，民棄城郭流亡為盜賊，并州、平州尤甚。”可见此时的州中有并州、平州。

#### 人名
由於公羊传中曾提出「二名非礼也」，所以王莽時期下令取名要全部用单字。這一措施導致東漢時期許多人都用單字取名，在後漢書、三国志里记载的历史人物中98%和99%的人都是单字名。

## 失敗原因
王莽当政时，便不断有大臣进行劝诫，从中可以看出当时高级官员对王莽改制失败原因的分析评价。比如地皇二年（21年），“南郡秦豐衆且萬人。平原女子遲昭平能說經博以八投，（服虔曰：「博奕經，以八箭投之。」）亦聚數千人在河阻中。莽召問羣臣禽賊方略，皆曰：「此天囚行尸，命在漏刻。」故左將軍公孫禄徵來與議，禄曰：「太史令宗宣典星歷，候氣變，以凶為吉，亂天文，誤朝廷。太傅平化侯飾虛偽以媮名位，『賊夫人之子』。（師古曰：「論語稱子路使子羔為費宰，孔子曰『賊夫人之子』，言羔未知政道，而使宰邑，所以為賊害也。故禄引此而言。」）國師嘉信公顛倒五經，毀師法，令學士疑惑。明學男張邯、地理侯孫陽造井田，使民弃土業。犧和魯匡設六筦，以窮工商。說符侯崔發阿諛取容，令下情不上通。冝誅此數子以慰天下！」又言：「匈奴不可攻，當與和親。臣恐新室憂不在匈奴，而在封域之中也。」莽怒，使虎賁扶禄出。然頗采其言，左遷魯匡為五原卒正，以百姓怨非故。六筦非匡所獨造，莽厭衆意而出之。（師古曰：「厭，滿也，音一豔反。」）”
綜觀王莽的一系列新政，其主要問題乃只求名目復古，要求恢復周禮，徒增行政困難。如實行王田制乃根據周代的「井田制」，但井田制的崩壞乃因為人丁增加，耕地不足以養活各人丁，再實行井田制自不可能成功。又如幣制改革不但令貨幣種類繁多，更嚴重的問題是，這些貨幣有的是古時貝币等，皆是因為使用不便才被淘汰，再恢復使用自當引起混亂。
錢穆《國史大綱》評論王莽的政治，「完全是一種書生的政治」；而黃仁宇在《中國大歷史》裡也語帶諷刺的評論王莽：「他盡信中國古典，真的以為金字塔可以倒砌。」
除了不符世情外，王莽改革失敗還有其他原因：
- 缺乏改革的技术能力，而行政官员大多近乎腐败貪污；
- 改制前後缺乏周詳計畫，以致法令繁複，朝令夕改，如：多次幣制改革，令貨幣種類繁多，導致通貨膨脹；又以嚴刑強制執行，使人民反感；
- 諸多措施，如行王田制、禁賣買私屬、行六筦，嚴重損害既得利益者，后者自然鳴鼓而攻之。

吕思勉曰：“新室政治可分数端：一曰均贫富，二曰兴教化，三曰改官制，四曰修庶政，五曰兴学术。凡莽之所怀抱者，多未能行，或行之而无其效，虽滋纷扰，究未足以召大乱，其召乱者，皆其均贫富之政，欲求利民，而转以害之之故也。”“莽之病，在于偏重立法，而不计法所以行。”“举事规模过大，遂致流于奢侈而不自知，亦为莽之一失。”